# 1733
Cette page concerne l'année 1733  du calendrier grégorien.
L'année 1733 est une année commune qui commence un jeudi.

## Événements
- 12 février (1er février du calendrier julien) : le britannique James Edward Oglethorpe fonde la colonie pénitentiaire de Géorgie en Amérique du Nord et la ville de Savannah[1].
- Février- mars : début de la deuxième expédition de Vitus Béring (1733-1743)[2]. Relevé des côtes orientales de la Sibérie, du Kamtchatka, des Kouriles et des Aléoutiennes. Béring meurt en Alaska.
- 23 mars : constitution en Espagne de la Compagnie des Philippines. Le projet n'aboutit pas[3].
- 28 mai (17 mai du calendrier julien) : Sugar and Molasses Act[4]. Le Parlement britannique interdit aux colons américains l’importation de sucre ne provenant pas de territoires sous contrôle britannique.
- 15 juillet : la Flotte d’Argent est détruite par un ouragan dans l’Atlantique[5].
- 19 juillet : le régent de Perse Nâdir Shâh qui a repris l'offensive contre les Ottomans en janvier, est battu sur les bords du Tigre[6].
- Juillet : fondation de la communauté juive de Savannah[7].
- Révolte des noirs dans les Antilles britanniques[8].

### Europe
- 1er février : mort du roi de Pologne et électeur de Saxe Auguste II le Fort[9].
- 10 avril[10] : crise de l’Excise en Grande-Bretagne. Robert Walpole doit retirer un projet pour relever les droits d’excise (impôts indirects sur les produits de consommation courante, vin, bière, tabac, etc.).
- 26 mai, Russie : mesures contre le Raskol[11]. Baptême obligatoire pour les enfants, travaux forcés pour fait de prosélytisme[12].
- 15 juin : départ des troupes autrichiennes de Corse[13]. Gênes accorde au peuple corse certaines concessions garanties par l'Empereur le 16 mars[14], mais jugées insuffisantes dans l'île. Hyacinthe Paoli prend la tête des insurgés corses en novembre.
- 11 septembre : Stanislas Leszczynski est réélu roi de Pologne par la diète de Varsovie avec l’appui de son beau-fils, Louis XV[9].
- 24 septembre : la Russie envahit la Pologne. Stanislas Leszczynski doit se réfugier à Dantzig[9].
- 26 septembre : traité de Turin franco-piémontais[15]. La France rompt avec l’Autriche à l’instigation du ministre Germain Louis Chauvelin.
- 5 octobre : Auguste III de Pologne, fils d'Auguste II est élu roi de Pologne avec l’appui de la Russie et de l’Autriche, ce qui déclenche la Guerre de Succession de Pologne entre la France, l’Espagne, la Sardaigne et la Bavière contre la Russie, la Saxe et l’Autriche (fin en 1738)[16].
- 10 octobre : Fleury s’assure de la neutralité britannique et hollandaise et déclare la guerre à l’Autriche[16]. Il envoie un médiocre contingent vers la Baltique au printemps 1734.
- 29 octobre : prise de Kehl par les Français[17].
- 7 novembre : traité de l’Escurial. Premier Pacte de famille entre les Bourbons de France et d’Espagne[18]. Moyennant son appui militaire contre l’Autriche, l’Espagne reçoit l’assurance de la France de récupérer sur l’empereur Naples et la Sicile.
- 17 novembre : échec de la tentative d’arrestation de Hyacinthe Paoli. Il prend la tête de l’insurrection corse[19].
- En Pologne, les dissidents religieux, protestants, orthodoxes, uniates (quatre millions), juifs (un million) sont privés de tous leurs droits politiques[20]

## Naissances en 1733
- 3 janvier :
  - Louis-Philippe de Durfort, militaire français († 1800).
  - Léon Marguerite Le Clerc de Juigné, militaire et parlementaire français († 24 octobre 1810).
- 2 mars : Jean-François Colson, peintre, architecte et sculpteur français († 1er mars 1803).
- 13 mars : Johan Joseph Zoffany, peintre allemand († 11 novembre 1810).
- 22 mai : Hubert Robert, peintre, aquafortiste et dessinateur français († 15 avril 1808).
- 29 mai : Giovanni Battista Caprara, cardinal italien, archevêque de Milan († 21 juin 1810).
- 12 juin : Alessandro Longhi, peintre et graveur italien de l’école vénitienne († 1813).
- 1er août : Richard Kirwan, géologue irlandais († 22 juin 1812).
- 20 août : Jean-Baptiste Grosson, notaire et historien français († 20 décembre 1800).
- 19 septembre : Jean-Baptiste Claudot, peintre paysagiste et décorateur lorrain puis français († 27 décembre 1805).
- 5 octobre : Louis Jean-Jacques Durameau, peintre français († 3 septembre 1796).
- 29 octobre : Gottfried van Swieten, aristocrate de la monarchie habsbourgeoise († 29 mars 1803).
- 24 novembre : François d'Escherny, homme de lettres suisse († 15 juillet 1815).
- 30 novembre : Jean André de Veron de La Borie, militaire français, gouverneur de Sainte-Lucie aux Antilles († 15 avril 1789).
- 6 décembre : Michael Francklin, marchand et homme politique canadien († 8 novembre 1782).
- 28 décembre : Carlantonio Pilati, juriste, historien et publiciste italien († 28 octobre 1802).
- Date précise inconnue :
  - Thomas Jules Armand Cottereau, jurisconsulte français († 28 novembre 1809).
  - Jean Orillat, marchand et négociant de fourrure canadien († 1779).

## Décès en 1733
- 13 janvier : Antonio Sepp, prêtre jésuite autrichien, musicien et missionnaire dans les réductions du Paraguay (° 21 novembre 1655 ou 22 novembre 1655).
- 1er février : Auguste II de Pologne, roi de Pologne (° 12 mai 1670).
- 27 mars : Miguel de Ambiela, compositeur espagnol de l'époque baroque (° 1666).
- 7 avril : Philippe-Louis de France, duc d'Anjou, fils de Louis XV (° 30 août 1730).
- 15 avril : Englebert Fisen, peintre liégeois (° 1655).
- 1er mai : Nicolas Coustou, sculpteur français (° 9 janvier 1658).
- 3 mai : Richard Cox, historien et homme politique irlandais (° 25 mars 1650).
- Mai : Alexis Grimou, peintre portraitiste (° 24 mai 1678).
- 17 juin : Robert Bonnart, peintre et graveur français (° 3 novembre 1652).
- 18 juin : Georg Böhm, organiste et claveciniste allemand (° 2 septembre 1661).
- 2 juillet : Jan van Huchtenburg, peintre et graveur néerlandais (° 20 novembre 1647).
- 4 juillet : Jean-Baptiste Girard, jésuite français (° 1680).
- 11 septembre : François Couperin, compositeur, organiste et claveciniste français (° 10 novembre 1668).
- 10 octobre : Michel Serre, peintre français (° 10 janvier 1658).
- 3 novembre : Louis Court, peintre français (° 1670).
- 9 novembre : Cornelis Boumeester, peintre et faïencier hollandais (° 1652).
- 21 novembre : Louis de Boullogne, peintre français (° 1654).
- 2 décembre : Gerard Hoet, peintre néerlandais (° 22 août 1648).
- Date précise inconnue : Gaetano Martoriello, peintre baroque italien (° 1680).